# Lacombe (Aude)
Pour les articles homonymes, voir Lacombe.
Lacombe  est une commune française, située dans le Nord-Ouest du département de l'Aude en région Occitanie. De 1806 à 1864 elle fut intégrée à Fontiers-Cabardès.
Sur le plan historique et culturel, la commune fait partie de la Montagne Noire, un massif montagneux constituant le rebord méridional du Massif central. Exposée à un climat océanique altéré, elle est drainée par la Rougeanne, le Linon et par divers autres petits cours d'eau. La commune possède un patrimoine naturel remarquable composé de quatre zones naturelles d'intérêt écologique, faunistique et floristique.
Lacombe est une commune rurale qui compte 184 habitants en 2022, après avoir connu un pic de population de 579 habitants en 1872. Elle fait partie de l'aire d'attraction de Carcassonne. Ses habitants sont appelés les Lacombois ou  Lacomboises.

## Géographie
Commune située dans la Montagne Noire en Cabardès.
Elle est limitrophe du département du Tarn.

### Communes limitrophes
Les communes limitrophes sont  Arfons, Cuxac-Cabardès, Fontiers-Cabardès, Laprade, Saint-Denis et Saissac.
|                              | Laprade     |                   |
| Arfons (Tarn)                | Lacombe     | Cuxac-Cabardès    |
| Saissac (par un quadripoint) | Saint-Denis | Fontiers-Cabardès |

### Hydrographie
La commune est dans la région hydrographique « Côtiers méditerranéens », au sein du bassin hydrographique Rhône-Méditerranée-Corse. Elle est drainée par la Rougeanne, le Linon, le ruisseau de l'Aiguille, le ruisseau de Peyreblanque, le ruisseau de Peyrouse et le ruisseau du Pesquié, qui constituent un réseau hydrographique de 11 km de longueur totale,.
La Rougeanne, d'une longueur totale de 33,5 km, prend sa source dans la commune d'Escoussens et s'écoule vers le sud. Elle traverse la commune et se jette dans le Fresquel à Pezens, après avoir traversé 10 communes.
Le Linon, d'une longueur totale de 11,3 km, prend sa source dans la commune et s'écoule vers le sud. Il traverse la commune et se jette dans la Dure à Saint-Denis, après avoir traversé 4 communes.

### Climat
Pour des articles plus généraux, voir Climat de l'Occitanie et Climat de l'Aude.
En 2010, le climat de la commune est de type climat océanique altéré, selon une étude s'appuyant sur une série de données couvrant la période 1971-2000. En 2020, Météo-France publie une typologie des climats de la France métropolitaine dans laquelle la commune est toujours exposée à un climat océanique altéré et est dans la région climatique Aquitaine, Gascogne, caractérisée par une pluviométrie abondante au printemps, modérée en automne, un faible ensoleillement au printemps, un été chaud (19,5 °C), des vents faibles, des brouillards fréquents en automne et en hiver et des orages fréquents en été (15 à 20 jours).
Pour la période 1971-2000, la température annuelle moyenne est de 10 °C, avec une amplitude thermique annuelle de 14,9 °C. Le cumul annuel moyen de précipitations est de 1 361 mm, avec 13,7 jours de précipitations en janvier et 7,1 jours en juillet. Pour la période 1991-2020, la température moyenne annuelle observée sur la station météorologique la plus proche, située sur la commune des Martys à 6 km à vol d'oiseau, est de 10,2 °C et le cumul annuel moyen de précipitations est de 1 365,7 mm,. Pour l'avenir, les paramètres climatiques de la commune estimés pour 2050 selon différents scénarios d'émission de gaz à effet de serre sont consultables sur un site dédié publié par Météo-France en novembre 2022.

### Milieux naturels et biodiversité
L’inventaire des zones naturelles d'intérêt écologique, faunistique et floristique (ZNIEFF) a pour objectif de réaliser une couverture des zones les plus intéressantes sur le plan écologique, essentiellement dans la perspective d’améliorer la connaissance du patrimoine naturel national et de fournir aux différents décideurs un outil d’aide à la prise en compte de l’environnement dans l’aménagement du territoire. Deux ZNIEFF de type 1 sont recensées sur la commune : les « bois marécageux de Peyreblanque et de Rietge » (234 ha), couvrant 3 communes dont 1 dans l'Aude et 2 dans le Tarn, et la « forêt de la Loubatière » (676 ha), couvrant 3 communes du département et deux ZNIEFF de type 2, : 
- la « montagne Noire occidentale » (24 257 ha), couvrant 26 communes dont 25 dans l'Aude et 1 dans le Tarn[16] ;
- la « montagne Noire (versant Nord) » (31 971 ha), couvrant 37 communes dont 14 dans l'Aude, 2 dans la Haute-Garonne, 3 dans l'Hérault et 18 dans le Tarn[17].

Carte des ZNIEFF de type 1 et 2 à Lacombe.
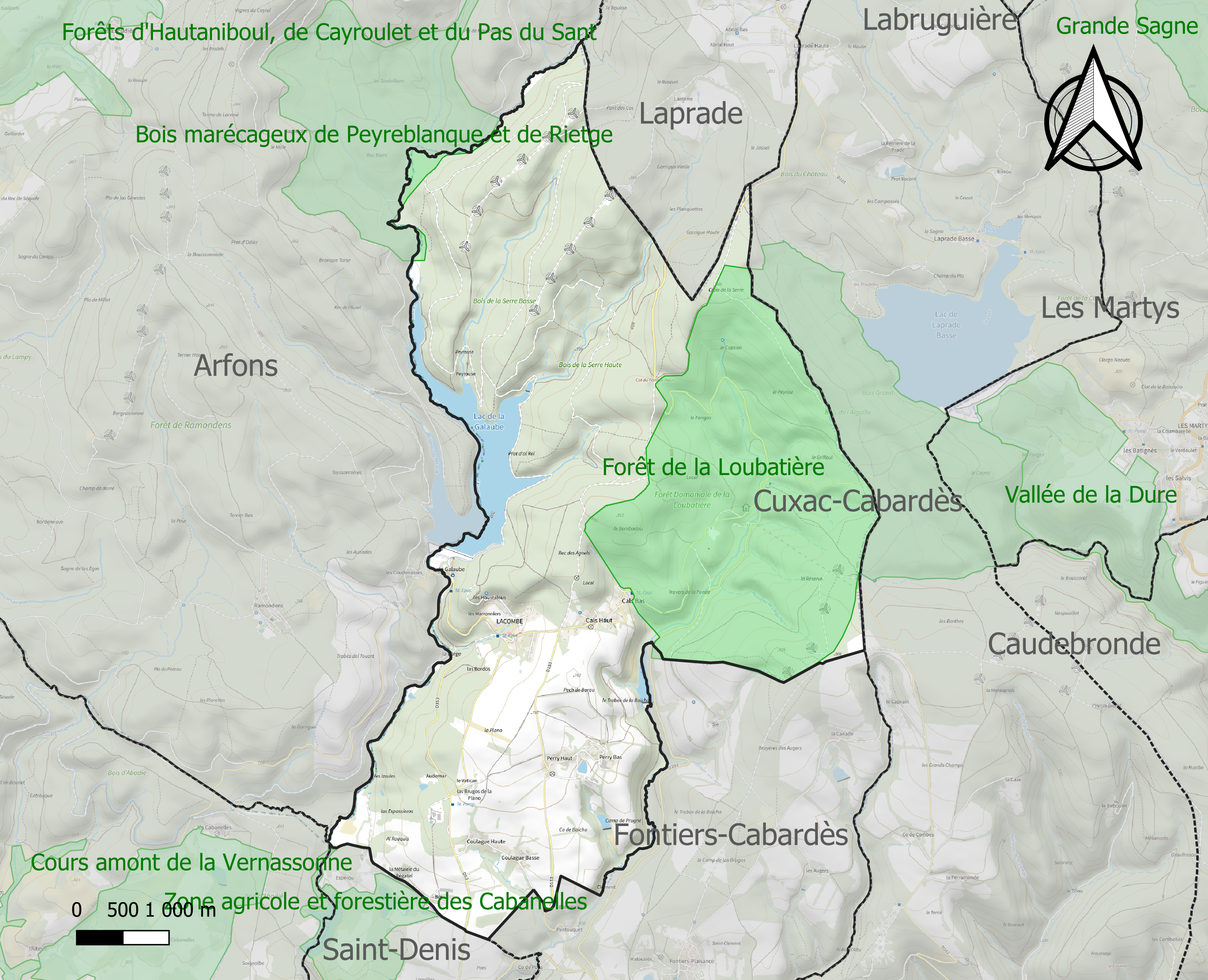
Carte des ZNIEFF de type 1 sur la commune.
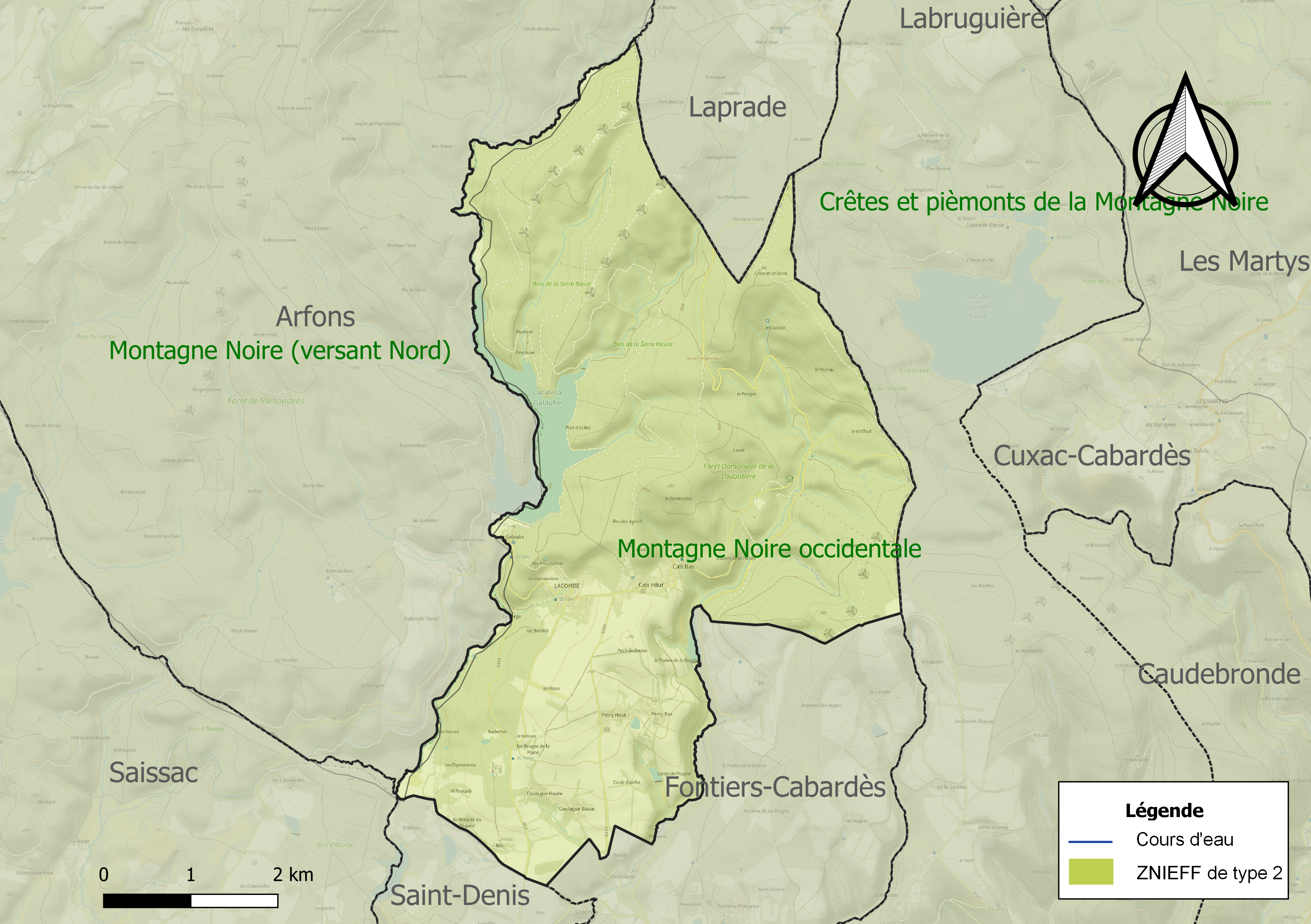
Carte des ZNIEFF de type 2 sur la commune.

## Urbanisme

### Typologie
Au 1er janvier 2024, Lacombe est catégorisée commune rurale à habitat très dispersé, selon la nouvelle grille communale de densité à 7 niveaux définie par l'Insee en 2022.
Elle est située hors unité urbaine. Par ailleurs la commune fait partie de l'aire d'attraction de Carcassonne, dont elle est une commune de la couronne,. Cette aire, qui regroupe 115 communes, est catégorisée dans les aires de 50 000 à moins de 200 000 habitants,.

### Occupation des sols
L'occupation des sols de la commune, telle qu'elle ressort de la base de données européenne d’occupation biophysique des sols Corine Land Cover (CLC), est marquée par l'importance des forêts et milieux semi-naturels (78 % en 2018), en diminution par rapport à 1990 (80,4 %). La répartition détaillée en 2018 est la suivante : forêts (78 %), terres arables (12,1 %), zones agricoles hétérogènes (7,8 %), eaux continentales (2,1 %). L'évolution de l’occupation des sols de la commune et de ses infrastructures peut être observée sur les différentes représentations cartographiques du territoire : la carte de Cassini (XVIIIe siècle), la carte d'état-major (1820-1866) et les cartes ou photos aériennes de l'IGN pour la période actuelle (1950 à aujourd'hui).

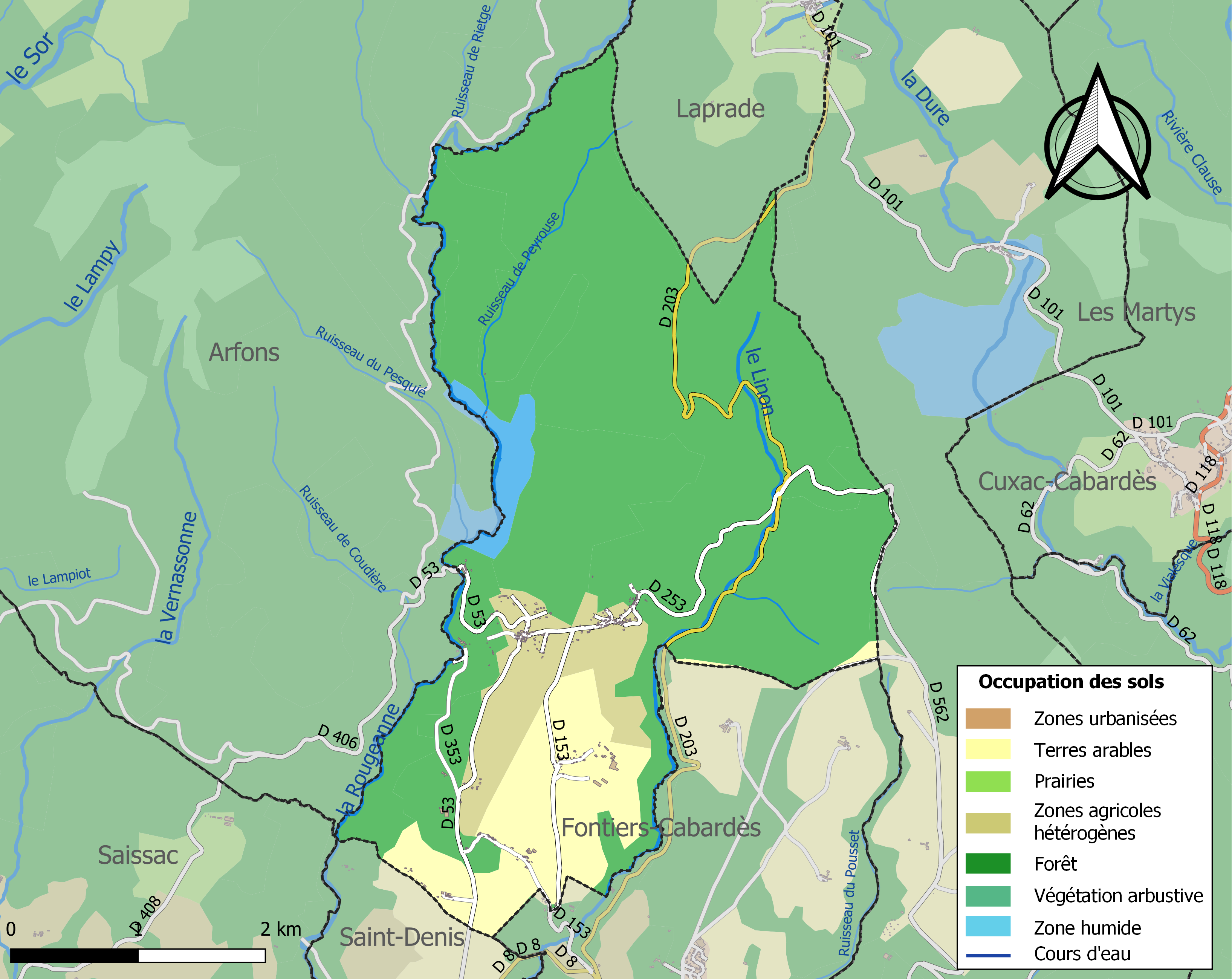
Carte des infrastructures et de l'occupation des sols de la commune en 2018 (CLC).

### Risques majeurs
Le territoire de la commune de Lacombe est vulnérable à différents aléas naturels : météorologiques (tempête, orage, neige, grand froid, canicule ou sécheresse), feux de forêts et séisme (sismicité très faible). Il est également exposé à un risque particulier : le risque de radon. Un site publié par le BRGM permet d'évaluer simplement et rapidement les risques d'un bien localisé soit par son adresse soit par le numéro de sa parcelle.

#### Risques naturels

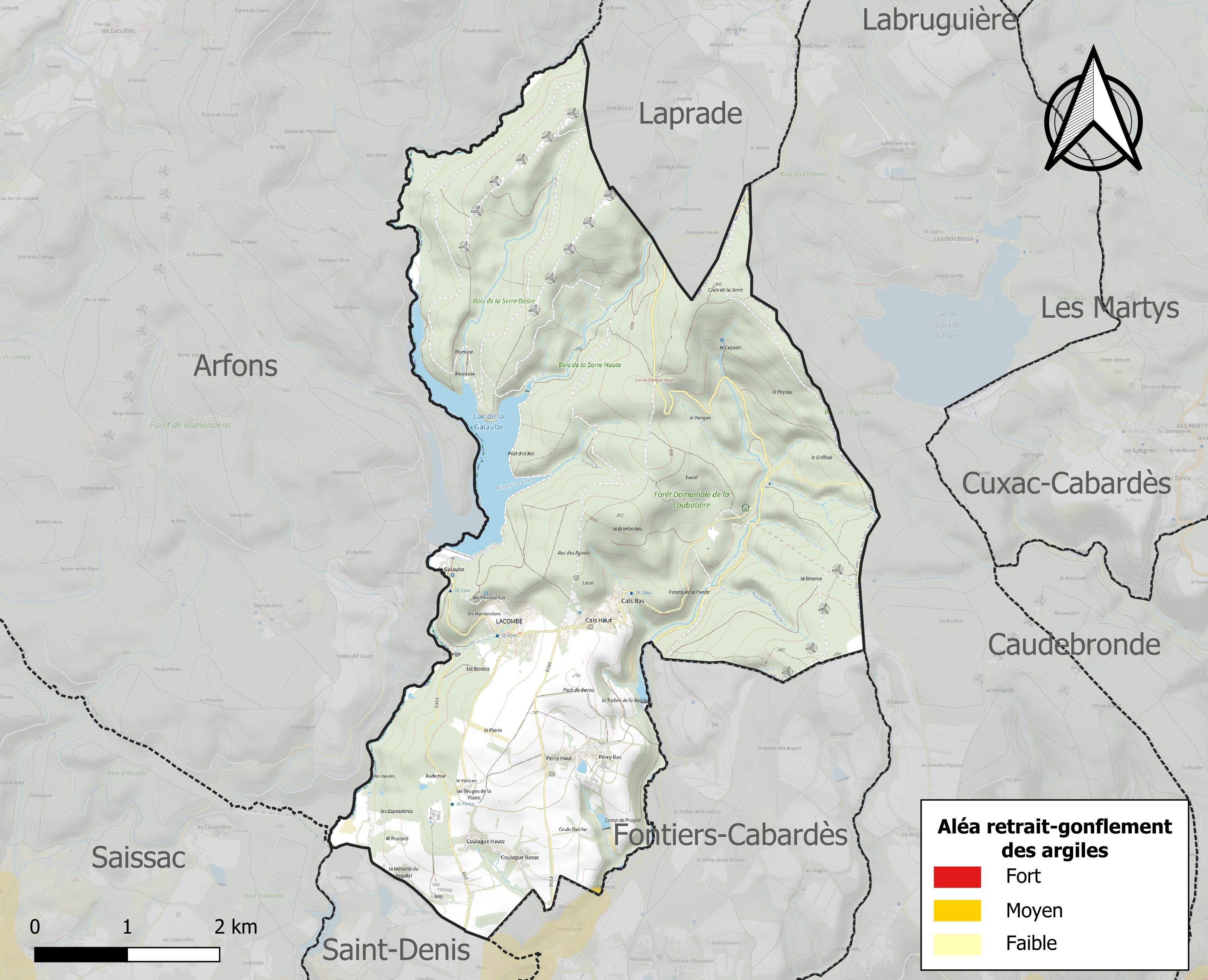
Carte des zones d'aléa retrait-gonflement des sols argileux de Lacombe.

Le retrait-gonflement des sols argileux est susceptible d'engendrer des dommages importants aux bâtiments en cas d’alternance de périodes de sécheresse et de pluie. 0 % de la superficie communale est en aléa moyen ou fort (75,2 % au niveau départemental et 48,5 % au niveau national). Sur les 207 bâtiments dénombrés sur la commune en 2019, 0 sont en aléa moyen ou fort, soit 0 %, à comparer aux 94 % au niveau départemental et 54 % au niveau national. Une cartographie de l'exposition du territoire national au retrait gonflement des sols argileux est disponible sur le site du BRGM,.

#### Risque particulier
Dans plusieurs parties du territoire national, le radon, accumulé dans certains logements ou autres locaux, peut constituer une source significative d’exposition de la population aux rayonnements ionisants. Certaines communes du département sont concernées par le risque radon à un niveau plus ou moins élevé. Selon la classification de 2018, la commune de Lacombe est classée en zone 3, à savoir zone à potentiel radon significatif.

## Histoire

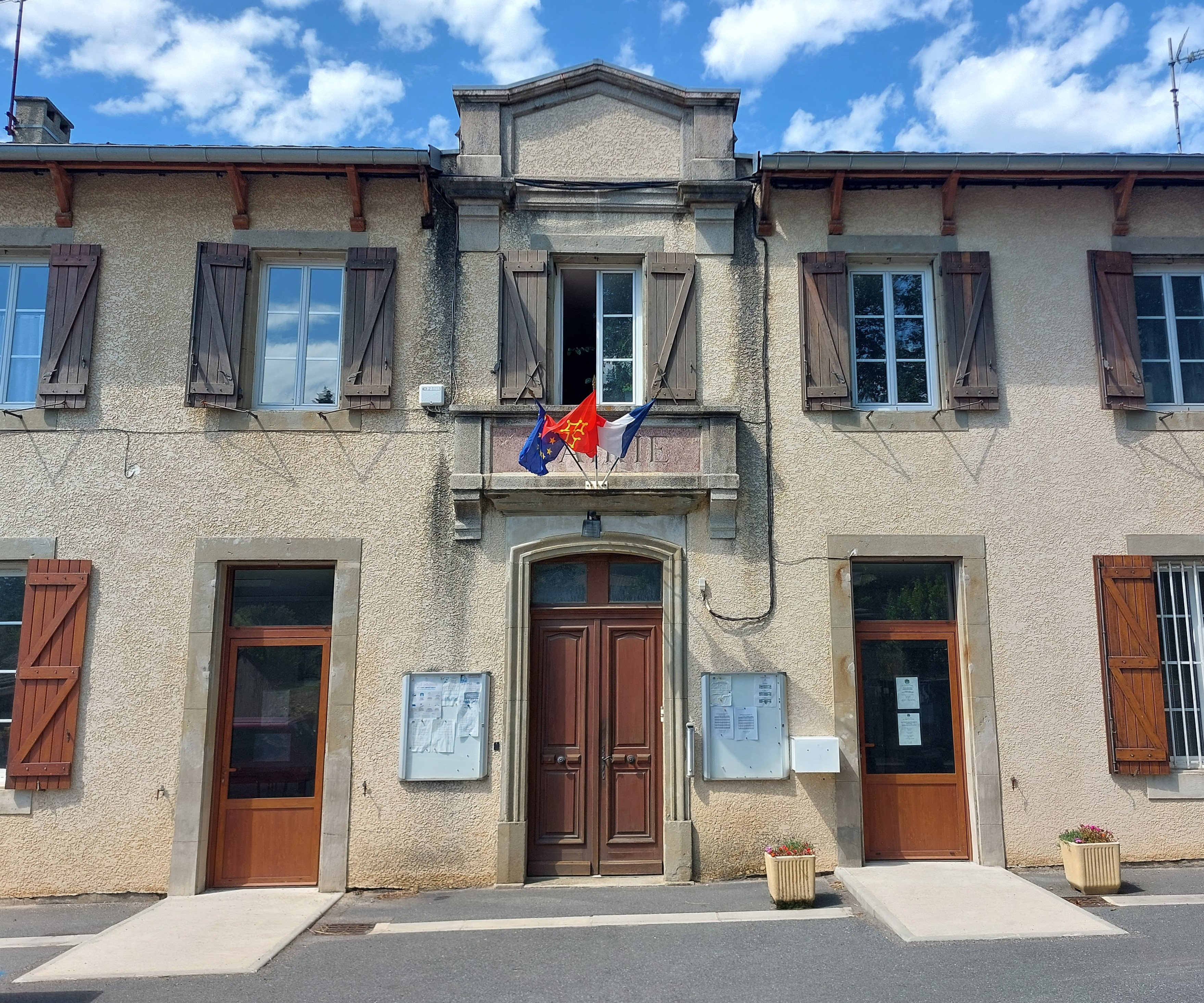
La mairie de Lacombe.

## Politique et administration

### Liste des maires
| Période                                  | Période   | Identité          | Étiquette | Qualité |
| ---------------------------------------- | --------- | ----------------- | --------- | ------- |
| avant 1988                               | ?         | Roger Revel       | PS        |         |
| mars 2001                                | mars 2008 | Jacques Cornu     |           |         |
| mars 2008                                | 2014      | Jacqueline Recio  |           |         |
| 2014                                     | 2016      | Gérard Desgranges |           |         |
| 2017                                     | 2020      | Martine Dorémus   |           |         |
| 2020                                     | en cours  | Benoît Soulié     | DVD       |         |
| Les données manquantes sont à compléter. |           |                   |           |         |

## Démographie
| 1866 | 1872 | 1876 | 1881 | 1886 | 1891 | 1896 | 1901 | 1906 |
| ---- | ---- | ---- | ---- | ---- | ---- | ---- | ---- | ---- |
| 567  | 579  | 565  | 484  | 508  | 469  | 508  | 479  | 447  |

| 1911 | 1921 | 1926 | 1931 | 1936 | 1946 | 1954 | 1962 | 1968 |
| ---- | ---- | ---- | ---- | ---- | ---- | ---- | ---- | ---- |
| 417  | 283  | 265  | 220  | 212  | 246  | 243  | 175  | 153  |

| 1975 | 1982 | 1990 | 1999 | 2006 | 2007 | 2012 | 2017 | 2022 |
| ---- | ---- | ---- | ---- | ---- | ---- | ---- | ---- | ---- |
| 163  | 150  | 139  | 114  | 158  | 164  | 168  | 172  | 184  |

## Économie

### Revenus
En 2018  (données INSEE publiées en septembre 2021), la commune compte 83 ménages fiscaux, regroupant 161 personnes. La médiane du revenu disponible par unité de consommation est de 20 070 € (19 240 € dans le département).

### Emploi
| Division       | 2008   | 2013   | 2018   |
| -------------- | ------ | ------ | ------ |
| Commune        | 2,4 %  | 4,3 %  | 13,4 % |
| Département    | 10,2 % | 12,8 % | 12,6 % |
| France entière | 8,3 %  | 10 %   | 10 %   |

En 2018, la population âgée de 15 à 64 ans s'élève à 99 personnes, parmi lesquelles on compte 74,2 % d'actifs (60,8 % ayant un emploi et 13,4 % de chômeurs) et 25,8 % d'inactifs,. En  2018, le taux de chômage communal (au sens du recensement) des 15-64 ans est supérieur à celui du département et de la France, alors qu'en 2008 la situation était inverse.
La commune fait partie de la couronne de l'aire d'attraction de Carcassonne, du fait qu'au moins 15 % des actifs travaillent dans le pôle,. Elle compte 37 emplois en 2018, contre 19 en 2013 et 29 en 2008. Le nombre d'actifs ayant un emploi résidant dans la commune est de 60, soit un indicateur de concentration d'emploi de 60,9 % et un taux d'activité parmi les 15 ans ou plus de 50 %.
Sur ces 60 actifs de 15 ans ou plus ayant un emploi, 30 travaillent dans la commune, soit 49 % des habitants. Pour se rendre au travail, 71,2 % des habitants utilisent un véhicule personnel ou de fonction à quatre roues, 15,3 % s'y rendent en deux-roues, à vélo ou à pied et 13,6 % n'ont pas besoin de transport (travail au domicile).

### Activités hors agriculture
17 établissements sont implantés  à Lacombe au 31 décembre 2019. Le secteur de l'industrie manufacturière, des industries extractives et autres est prépondérant sur la commune puisqu'il représente 47,1 % du nombre total d'établissements de la commune (8 sur les 17 entreprises implantées  à Lacombe), contre 8,8 % au niveau départemental.

### Agriculture
|               | 1988 | 2000 | 2010 | 2020 |
| ------------- | ---- | ---- | ---- | ---- |
| Exploitations | 8    | 6    | 5    | 3    |
| SAU (ha)      | 269  | 367  | 426  | 553  |

La commune fait partie de la petite région agricole dénommée « Montagne Noire ». En 2020, l'orientation technico-économique de l'agriculture  sur la commune est l'élevage d'ovins ou de caprins. Trois exploitations agricoles ayant leur siège dans la commune sont dénombrées lors du recensement agricole de 2020 (huit en 1988). La superficie agricole utilisée est de 553 ha.

## Culture locale et patrimoine

### Lieux et monuments
- Chartreuse dite de la Loubatière.
- Église Saint-Nazaire-et Saint-Celse de Lacombe.
- La prise d'Alzeau au lieu-dit la Galaube, inscrits au titre des sites naturels depuis 1945[33].
- Le lac de la Galaube, situé sur les communes de Lacombe et d'Arfons (Tarn).

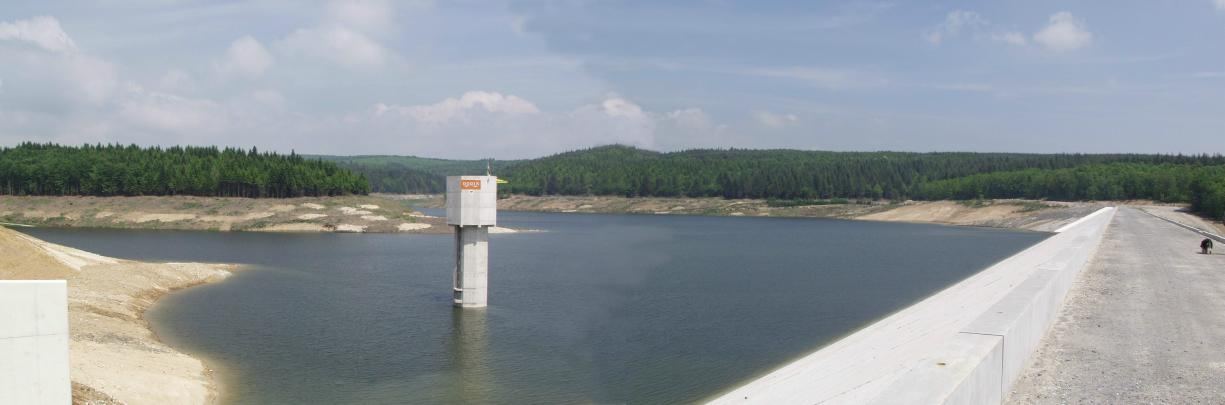
Le barrage de la Galaube.

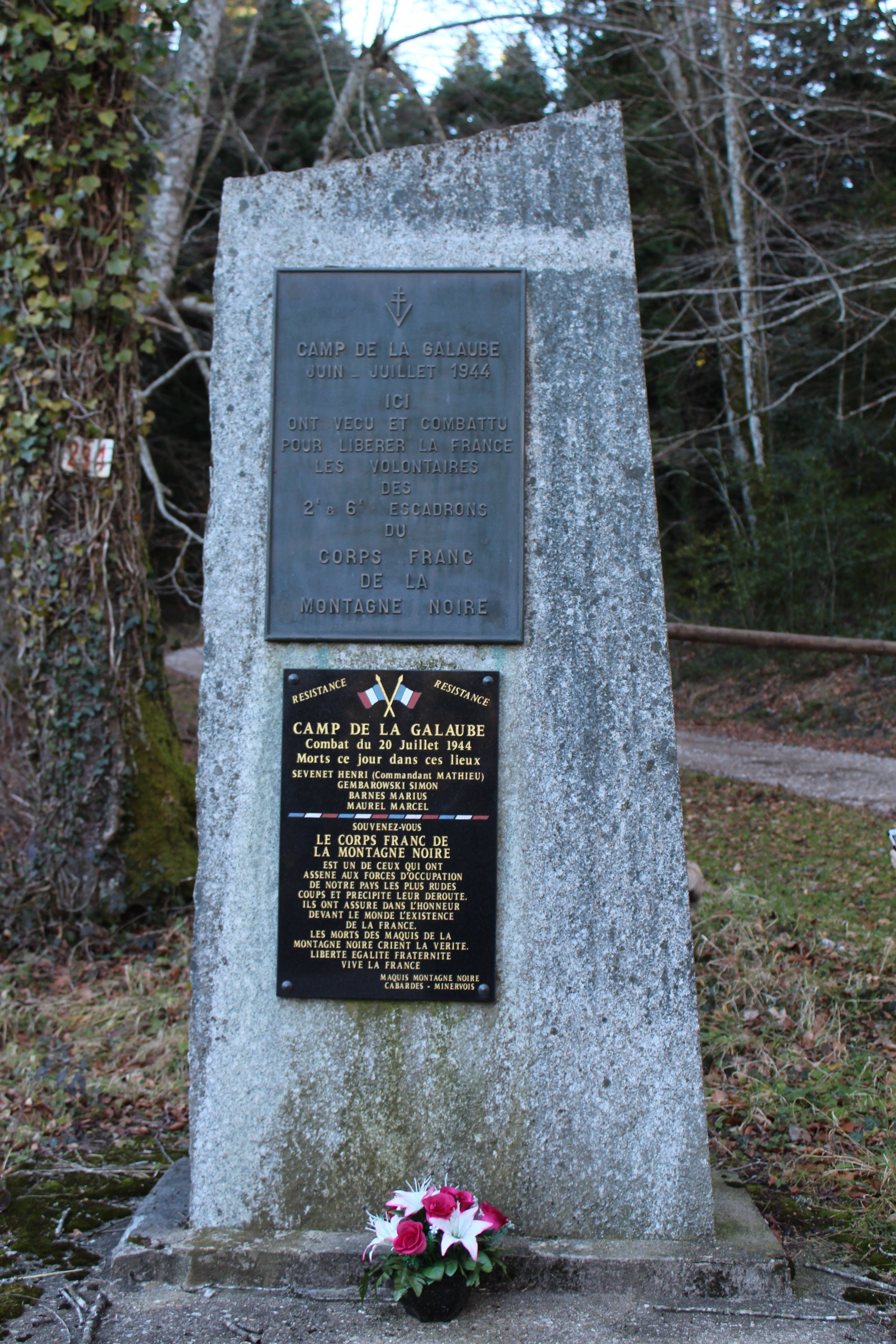
Mémorial de la Galaube.

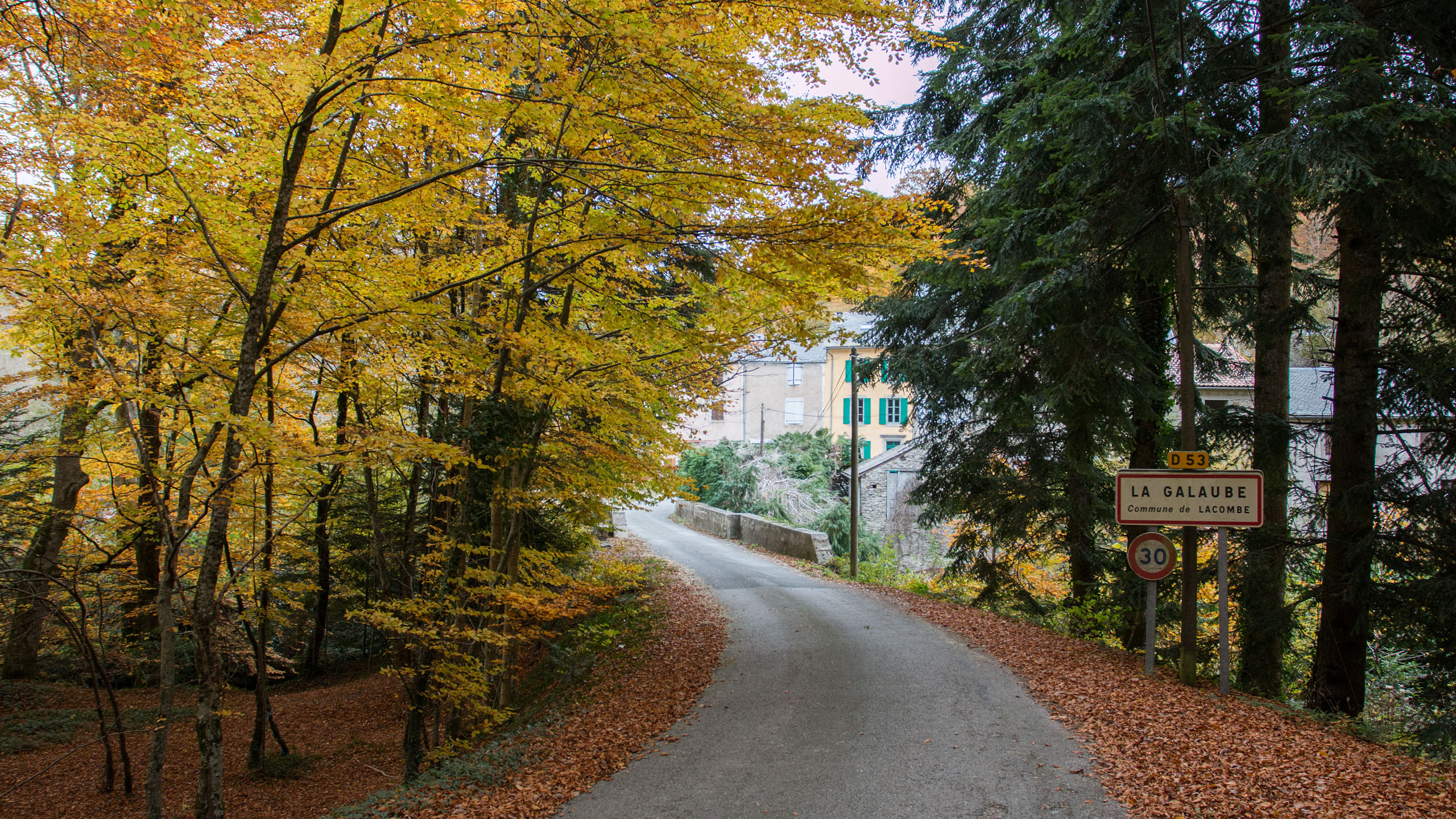
Le hameau de la Galaube.
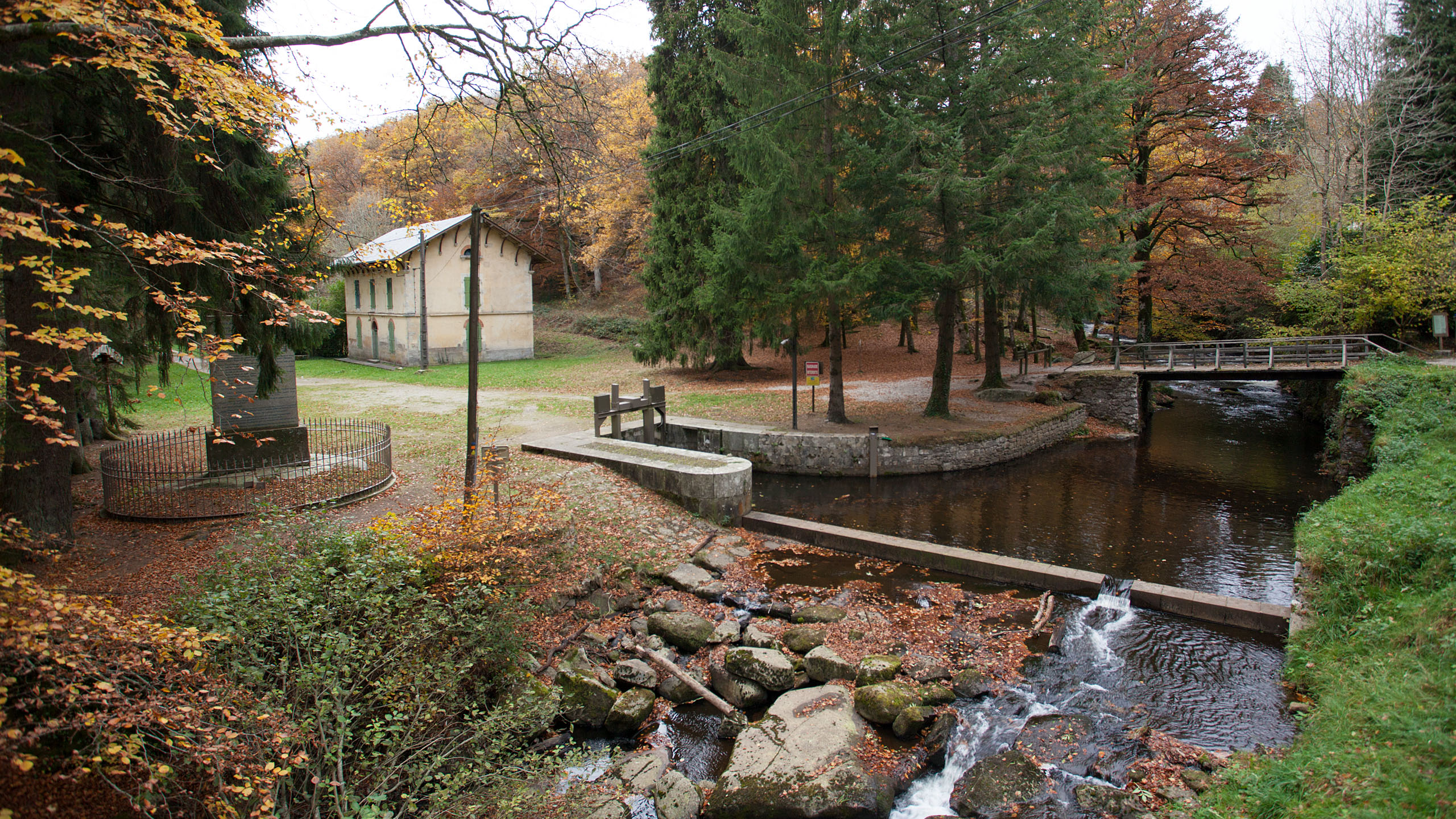
La prise d'Alzeau.

### Personnalités liées à la commune
- Henri Sevenet (1914-1944), résistant, décédé à Lacombe lors de l'attaque du camp de La Galaube.

### Héraldique
| Blason de Lacombe | Blason  | Fascé ondé d’argent et d’azur, chaussé de l’un en l’autre, au chef de sable chargé d’une crosse épiscopale issante d’or. |
| Blason de Lacombe | Détails | Le statut officiel du blason reste à déterminer.                                                                         |